# بلتن
مدينة بلتن حاضرة إقليم وادي فيرا التشادي (عرف سابقا باسم ولاية بلتن).

## أعلام
- موسى فكي